# Antón Cañellas
Antón Cañellas Balcells (Barcelona, 4 de octubre de 1923-San Cugat del Vallés, 27 de agosto de 2006) fue un político y jurista español.

## Biografía
Nació el 4 de octubre de 1923 en Barcelona. Licenciado en Derecho, participó en la resistencia al franquismo en el Frente Universitario de Cataluña y fue cofundador de las Juventudes Democráticas de Cataluña en 1947. Destacó su labor en la Legislatura Constituyente de España en 1977 como diputado de Centristes de Catalunya, aliada con Unión de Centro Democrático. Fue elegido de nuevo diputado al Congreso en 1979, participando activamente en la elaboración del Estatuto de Autonomía de Cataluña de aquel año.
Más tarde fue diputado en el Parlamento de Cataluña y senador designado por la comunidad autónoma en 1984. Elegido Síndico de Agravios, ocupó el puesto desde 1993 a 2004 y fue nombrado presidente del Instituto Europeo Ombudsman de 2000 a 2002.

## Condecoraciones, órdenes y medallas
- Medalla del Orden del Mérito Constitucional

- Gran Cruz con distintivo blanco del Orden al Mérito Militar

- Oficial de la Orden de la Legión de Honor francesa

- Oficial de la Orden Nacional del Mérito francesa

- Gran Oficial de la Orden del Mérito de la República Italiana

- Premio Cruz de Sant Jordi

- Premio Justicia de la Generalidad de Cataluña
- Cruz Europea de Oro de la Fundación de Fomento Europeo (AEFE)